# Зане (Вармінсько-Мазурське воєводство)
Зане (пол. Zanie, нім. Sanien) — село в Польщі, у гміні Каліново Елцького повіту Вармінсько-Мазурського воєводства.
Населення — 102 особи (2011).
У 1975-1998 роках село належало до Сувальського воєводства.

## Демографія
Демографічна структура станом на 31 березня 2011 року:
|          | Загалом | Допрацездатний вік | Працездатний вік | Постпрацездатний вік |
| -------- | ------- | ------------------ | ---------------- | -------------------- |
| Чоловіки | 58      | 12                 | 36               | 10                   |
| Жінки    | 44      | 10                 | 21               | 13                   |
| Разом    | 102     | 22                 | 57               | 23                   |